# 後藤利幸
後藤 利幸（ごとう としゆき、1971年5月4日 - ）は、京都府京都市出身の元プロ野球選手（投手）。

## 来歴・人物
中学時代は内野手で鳥羽高校で投手となる。
三菱重工神戸へ進み、3年連続補強選手を含めて都市対抗野球4回出場。1992年の日本選手権では準々決勝で先発し、日本石油の大久保秀昭に2本塁打を浴びて敗戦。1993年の都市対抗野球では神戸製鋼の補強選手として初戦で先発したが、この年で休部となった熊谷組を相手に1回途中6失点で降板し、敗退。
1994年ドラフト5位でロッテに入団。
1998年9月11日のオリックス・ブルーウェーブ戦でプロ初完投完封勝利を挙げると、翌1999年6月26日のオリックス戦で完投勝利、7月18日には完封勝利を挙げるなどし「オリックスキラー」の異名をとる。イチローが「あれぐらいの投手に抑えられるのが一番腹が立ちますよ」と発言し、当時の山本功児監督がやり返すという一幕があった。
2000年5月13日神戸でのオリックス戦で、そのイチローにワンバウンドの球をヒットにされた。2000年イースタン最優秀防御率投手。
2002年限りで戦力外通告を受け、12球団合同トライアウトにも参加した。

## 詳細情報

### 年度別投手成績
| 年 度     | 球 団     | 登 板 | 先 発 | 完 投 | 完 封 | 無 四 球 | 勝 利 | 敗 戦 | セ 丨 ブ | ホ 丨 ル ド | 勝 率 | 打 者 | 投 球 回 | 被 安 打 | 被 本 塁 打 | 与 四 球 | 敬 遠 | 与 死 球 | 奪 三 振 | 暴 投 | ボ 丨 ク | 失 点 | 自 責 点 | 防 御 率 | W H I P |
| --------- | --------- | ----- | ----- | ----- | ----- | -------- | ----- | ----- | -------- | ----------- | ----- | ----- | -------- | -------- | ----------- | -------- | ----- | -------- | -------- | ----- | -------- | ----- | -------- | -------- | ------- |
| 1996      | ロッテ    | 2     | 0     | 0     | 0     | 0        | 0     | 0     | 0        | --          | ----  | 7     | 1.2      | 2        | 0           | 0        | 0     | 0        | 0        | 0     | 0        | 1     | 1        | 5.40     | 1.20    |
| 1997      | ロッテ    | 9     | 0     | 0     | 0     | 0        | 0     | 0     | 0        | --          | ----  | 103   | 20.2     | 30       | 4           | 11       | 1     | 0        | 21       | 1     | 0        | 20    | 17       | 7.40     | 1.98    |
| 1998      | ロッテ    | 10    | 8     | 2     | 1     | 0        | 4     | 2     | 0        | --          | .667  | 246   | 62.2     | 50       | 3           | 19       | 0     | 2        | 28       | 0     | 1        | 19    | 16       | 2.30     | 1.10    |
| 1999      | ロッテ    | 16    | 16    | 2     | 1     | 1        | 6     | 8     | 0        | --          | .429  | 388   | 90.0     | 93       | 19          | 35       | 0     | 2        | 72       | 2     | 0        | 50    | 49       | 4.90     | 1.42    |
| 2000      | ロッテ    | 8     | 8     | 0     | 0     | 0        | 1     | 6     | 0        | --          | .143  | 171   | 35.2     | 44       | 3           | 21       | 0     | 1        | 26       | 3     | 0        | 30    | 29       | 7.32     | 1.82    |
| 通算：5年 | 通算：5年 | 45    | 32    | 4     | 2     | 1        | 11    | 16    | 0        | --          | .407  | 915   | 210.2    | 219      | 29          | 86       | 1     | 5        | 147      | 6     | 1        | 120   | 112      | 4.78     | 1.45    |

### 記録
- 初登板：1996年6月16日、対オリックス・ブルーウェーブ13回戦（札幌市円山球場）、8回裏に3番手として救援登板、2/3回無失点
- 初奪三振：1997年4月20日、対福岡ダイエーホークス3回戦（千葉マリンスタジアム）、8回表に若井基安から
- 初先発：1998年7月30日、対福岡ダイエーホークス18回戦（福岡ドーム）、6回2/3を3失点で敗戦投手
- 初勝利・初先発勝利：1998年8月15日、対近鉄バファローズ19回戦（大阪ドーム）、8回1失点
- 初完投勝利・初完封勝利：1998年9月11日、対オリックス・ブルーウェーブ24回戦（グリーンスタジアム神戸）

### 背番号
- 56 （1995年 - 2002年）